# Русе, Елена-Габриэла
Елена-Габриэла Русе (рум. Elena-Gabriela Ruse; род. 6 ноября 1997, Бухарест) — румынская теннисистка. Полуфиналистка двух турниров Большого шлема в парном разряде (Открытый чемпионат Австралии-2023, Открытый чемпионат Франции-2024); победительница одного турнира WTA в одиночном разряде.

## Спортивная карьера
В 2015—2017 годах стала победительницей шести турниров ITF в одиночном разряде.
И в 2015—2021 годах стала победительницей ещё десяти турниров ITF в парном разряде.

### 2021
11 июля 2021 года она стала победительницей турнира категории WTA-250 в Гамбурге (Германия), в финале победив немецкую теннисистку Андреа Петкович со счётом 7-6(6), 6-4.
В августе 2021 года на Открытом чемпионате США в первом раунде одиночного разряда проиграла чешке Маркете Вондроушовой со счётом 5-7, 0-6. В парном разряде вместе с соотечественницей Моникой Никулеску дошла до четвертьфинала, в котором они проиграли Алексе Гуарачи и Дезире Кравчик.

### 2022
В январе 2022 года на Открытом чемпионате Австралии в первом раунде соревнований победила итальянку Жасмину Паолини со счётом 6-1, 6-3, но во втором круге соревнований она проиграла россиянке Веронике Кудерметовой со счётом 2-6, 5-7.
В конце мая 2022 года на Открытом чемпионате Франции в первом раунде одиночного разряда проиграла чешке Марии Боузковой со счётом 3-6, 1-6. В парном разряде вместе с украинкой Мартой Костюк дошла до четвертьфинала, в котором они проиграли американкам Мэдисон Киз и Тейлор Таунсенд.
В начале июля 2022 года на Уимблдонском турнире в первом раунде соревнований проиграла американке Кори Гауфф со счётом 6-2, 3-6, 5-7.
В августе 2022 года на Открытом чемпионате США в первом раунде одиночного разряда победила австралийку Дарью Сэвилл со счётом: 3-6, 6-2, 6-4, но во втором круге соревнований она проиграла американке Кори Гауфф со счётом 2-6, 6-7.

### 2023
В январе 2023 года на Открытом чемпионате Австралии в парном разряде вместе с украинкой Мартой Костюк дошли до полуфинала, в котором проиграли чешкам Барборе Крейчиковой и Катерине Синяковой, которые в итоге стали чемпионками этого турнира.
В августе 2023 года, в одиночном разряде на Открытом чемпионате США в первом раунде соревнований проиграла опытной чешке Каролине Плишковой со счётом 1-6, 4-6. Она также участвовала в в парном разряде вместе с Мартой Костюк, где они дошли до третьего раунда, в котором проиграли американкам Гауфф и Пегуле.
В октябре 2023 года на турнире в Клуж-Напоке (Румыния) дошла до финала в котором проиграла немке Тамаре Корпач со счётом 3-6, 4-6.

## Итоговое место в рейтинге WTA по годам
| Год  | Одиночный рейтинг | Парный рейтинг |
| 2024 | 128               | 62             |
| 2023 | 125               | 37             |
| 2022 | 104               | 93             |
| 2021 | 85                | 99             |
| 2020 | 177               | 124            |
| 2019 | 182               | 119            |
| 2018 | 243               | 200            |
| 2017 | 265               | 285            |
| 2016 | 254               | 250            |
| 2015 | 642               | 575            |

## Выступления на турнирах

### Финалы турнировWTAв одиночном разряде (4)

#### Победа (1)
| Легенда:                   |
| -------------------------- |
| Турниры Большого шлема (0) |
| Олимпиада (0)              |
| Итоговый турнир WTA (0)    |
| WTA 1000 (0)               |
| WTA 500 (0)                |
| WTA 250 (1)                |

| Титулы по покрытиям | Титулы по месту проведения матчей турнира |
| ------------------- | ----------------------------------------- |
| Хард (0)            | Зал (0)                                   |
| Грунт (1)           | Зал (0)                                   |
| Трава (0)           | Открытый воздух (1)                       |
| Ковёр (0)           | Открытый воздух (1)                       |

| №  | Дата         | Турнир            | Покрытие | Соперница в финале | Счёт       |
| 1. | 11 июля 2021 | Гамбург, Германия | Грунт    | Андреа Петкович    | 7-6(6) 6-4 |

#### Поражения (3)
| №  | Дата            | Турнир                  | Покрытие   | Соперница в финале | Счёт       |
| 1. | 25 июля 2021    | Палермо, Италия         | Грунт      | Даниэль Коллинз    | 4-6 2-6    |
| 2. | 22 октября 2023 | Клуж-Напока, Румыния    | Хард (зал) | Тамара Корпач      | 3-6 4-6    |
| 3. | 15 июня 2025    | Хертогенбос, Нидерланды | Трава      | Элизе Мертенс      | 3-6 6-7(4) |

### Финалы турнировWTAв парном разряде (1)

#### Поражение (1)
| №  | Дата         | Турнир            | Покрытие | Партнёрша       | Соперницы в финале                 | Счёт       |
| 1. | 21 июля 2019 | Бухарест, Румыния | Грунт    | Жаклин Кристиан | Виктория Кужмова Кристина Плишкова | 4-6 6-7(3) |